# Grand Prix automobile de Monaco 2011
Vous lisez un « article de qualité » labellisé en 2011.
GP précédent GP suivant
Le Grand Prix automobile de Monaco 2011 (Formula 1 Grand Prix de Monaco 2011), disputé le 29 mai 2011 sur le Circuit de Monaco, est la 845e épreuve du championnat du monde de Formule 1 courue depuis 1950 et la sixième manche du championnat 2011. Il s'agit de la cinquante-huitième édition du Grand Prix comptant pour le championnat du monde.
Le week-end est émaillé de nombreux accidents, dont celui de Sergio Pérez en qualifications et celui de Vitaly Petrov au soixante-dixième tour du Grand Prix, les deux pilotes devant être évacués en ambulance vers l'hôpital Princesse Grace. L'épreuve est dominée par l'Allemand Sebastian Vettel, pilote Red Bull Racing et champion du monde en titre. Parti une nouvelle fois depuis la pole position, sa cinquième en six courses, il mène le Grand Prix pendant soixante et un des soixante-dix-huit tours de piste. Il s'impose devant Fernando Alonso, qui signe son meilleur résultat de la saison en terminant deuxième, alors que Jenson Button s'empare de la troisième place. À l'issue de la course, Vettel accroît son avance sur ses concurrents en tête du championnat du monde, avec 143 points sur 150 possibles. Il devance Lewis Hamilton et Mark Webber. À la fin du Grand Prix, seize des vingt-quatre pilotes en lice au championnat du monde ont marqué au moins un point.
Chez les constructeurs, Red Bull Racing conserve la tête du championnat avec 222 points, devant McLaren et Ferrari. À l'issue de la course, neuf des douze écuries engagées au championnat ont marqué des points, Lotus, Virgin et HRT n'en ayant pas encore inscrit.

## Contexte avant le Grand Prix

### DRS
À l'issue du premier Grand Prix de la saison, la FIA, qui avait initialement pris la décision d'imposer une utilisation maximale du DRS (« Drag Reduction System ») sur une longueur de 600 mètres, a décidé qu'elle pourra augmenter ou limiter la distance d'utilisation du système selon les épreuves,.
En vue du Grand Prix de Monaco, plusieurs pilotes jugent l'utilisation du DRS trop dangereuse. Si certains y sont favorables, comme Michael Schumacher et Lewis Hamilton, la plupart des pilotes se mobilisent pour l'interdiction du système. Dans un premier temps, la FIA décide d'autoriser le système sur l'ensemble du circuit lors des essais et des qualifications, et de le limiter à une zone à définir (ligne de départ ou tunnel) pour la course. Cette décision suscite les réactions indignées de plusieurs pilotes, dont Rubens Barrichello : « Je pense que c'est la mauvaise décision. J'adorerais que les personnes au sommet de la F1 essaient de passer le tunnel à Monaco avec le DRS ouvert. […] Les pilotes n'ont pas été écoutés jusqu'à maintenant. […] Si seulement la FIA pouvait écouter : Monaco est ce qu'il est, c'est-à-dire pas un circuit où on peut dépasser. Ils peuvent créer des possibilités de dépassements avec le DRS mais ils risquent de blesser quelqu'un. C'est la voix de l'expérience. »
Deux semaines plus tard, en réponse aux revendications des pilotes, la FIA décide finalement de brider l'utilisation du DRS. Le système est interdit dans le tunnel pour l'ensemble du week-end et limité à la seule ligne droite des stands pour la course. La plupart des pilotes se réjouissent de cette décision qui, selon Jenson Button, « élimine un danger non nécessaire ».

### Pneumatiques
Depuis le début de la saison 2011 et l'introduction des pneus Pirelli, leur usure trop rapide est critiquée par grand nombre d'acteurs de la Formule 1,. Cependant, pour Monaco, certains pilotes pensent que l'usure rapide des pneus pourrait favoriser les dépassements, traditionnellement plutôt rares sur ce circuit. En tout cas, tout le monde s'accorde à dire que « s'il y a plus de dépassements, ce sera surtout à cause des pneus ».
Le Grand Prix de Monaco marque aussi l'arrivée des pneus super tendres, marquées par une bande rouge. C'est la première fois de la saison que Pirelli expérimente ces gommes,.

### État de la piste
Un mois avant l'épreuve, la piste a été intégralement refaite pour assurer des conditions de course optimales. Mais le mardi, deux jours avant le début des premiers essais libres du Grand Prix, un petit camion qui a raté son freinage au virage de Sainte-Dévote a pris feu, ce qui a entraîné une importante dégradation du goudron dans le virage. Malgré la réactivité des organisateurs qui s'emploient rapidement à régler le problème, de nombreux pilotes, dont Paul di Resta, craignent que le goudron n'ait pas le temps de se stabiliser, Nico Rosberg estimant que « le bitume sera plus huileux à cet endroit, cela pourrait être un problème. » Heikki Kovalainen déclare : « Avec un peu de chance ça va bien se passer mais ce n'est pas vraiment l'endroit idéal pour ce genre de problème, contrairement à une ligne droite ». Mark Webber voit le bon côté des choses : « On a de la chance que cela soit arrivé à Monaco, ils ne sont pas à court d'argent ici pour pallier ce genre de problèmes. ».

### Évolutions des monoplaces
James Allison, directeur technique de Lotus Renault GP, annonce que les monoplaces Renault R31 disposeront, pour Monaco, d'un plan supérieur d'aileron arrière procurant plus d'appui. Il déclare également que peu de modifications seront apportées sur les monoplaces : « Les temps où apparaissaient des carrosseries spécifiques pour Monaco sont révolus. Monaco est moins sensible à la puissance et plus sensible à l'appui que les autres circuits. Néanmoins, le bénéfice n'est pas énorme, et l'opportunité coûteuse de fabriquer des pièces spécifiques pour Monaco doit être envisagée avec circonspection. En général, la meilleure stratégie consiste à orienter vos ressources aérodynamiques vers la production d'améliorations qui s'appliquent au plus grand nombre possible de circuits. »
Rubens Barrichello révèle que son écurie traverse une profonde crise et n'est pas en mesure d'apporter des améliorations techniques pour la Williams FW33 à Monaco : « Notre équipe traverse une période difficile, il est temps que notre famille se rassemble et qu'on crée à nouveau un bon environnement. […] Il faut attendre l'arrivée de Mike Coughlan et j'espère que cela nous donnera enfin une nouvelle direction technique. Pour l'instant je souffre, la voiture ne marche pas. Je vais me battre, je suis sûr qu'on va parvenir à faire quelque chose de mieux. »
Norbert Haug estime que les résultats de Mercedes Grand Prix ne reflètent pas le réel potentiel de la MGP W02. Le directeur sportif de Mercedes explique que cette situation est passagère et qu'il est satisfait des résultats obtenus au Grand Prix d'Espagne. S'il annonce une amélioration de la vitesse de la monoplace, il dévoile qu'un retour au premier plan à Monaco est difficilement envisageable : « Au niveau de la rapidité en piste, nous devrions avoir un potentiel plus élevé. Nous travaillons sur plusieurs améliorations pour y parvenir. Nous ne sommes pas fantastiques mais nous nous sommes rapprochés. Nous devons poursuivre nos efforts pour profiter de cette progression durant toute la saison. »
Marussia Virgin Racing aborde le Grand Prix de Monaco sans espoir particulier sinon amener ses deux voitures à l'arrivée. L'équipe indique que les monoplaces sont conformes à la directive technique de la FIA concernant les diffuseurs soufflés et qu'elle abandonne définitivement la version de développement évaluée à Istanbul et à Barcelone mais qui n'a jamais été utilisée en course.
Sauber a de nouvelles pièces en stock et espère pouvoir marquer quelques points supplémentaires dans les rues de la Principauté. James Key déclare : « Nous apportons quelques nouveautés aérodynamiques et mécaniques pour cette course dans l'espoir d'adapter un peu plus notre voiture aux caractéristiques de Monaco où l'accent est mis sur un fort appui et le grip mécanique. Nous aurons quelques pièces, certaines spécifiquement prévues pour cette course et d'autres suivant notre programme de développement global. » Kamui Kobayashi espère que les modifications apportées par James Key, qui ont fonctionné en Espagne, lui permettront de se mettre en valeur à Monaco : « Monaco ne devrait pas être facile mais ça va aller. À Barcelone, on a progressé dans les secteurs lents et même très nettement par rapport à l'an passé. Je suis confiant car déjà l'an passé à Monaco j'aurais dû finir dans les points si je n'avais pas eu un problème de boîte de vitesses. »

## Essais libres

### Première séance, le jeudi de 10 h à 11 h 30
| Pos. | Pilote           | Voiture          | Chrono         | Écart     |
| ---- | ---------------- | ---------------- | -------------- | --------- |
| 1    | Sebastian Vettel | Red Bull-Renault | 1 min 16 s 619 |           |
| 2    | Fernando Alonso  | Ferrari          | 1 min 16 s 732 | + 0 s 113 |
| 3    | Nico Rosberg     | Mercedes         | 1 min 17 s 139 | + 0 s 520 |
| 4    | Felipe Massa     | Ferrari          | 1 min 17 s 316 | + 0 s 697 |
| 5    | Lewis Hamilton   | McLaren-Mercedes | 1 min 17 s 350 | + 0 s 731 |
| 6    | Jenson Button    | McLaren-Mercedes | 1 min 17 s 534 | + 0 s 915 |

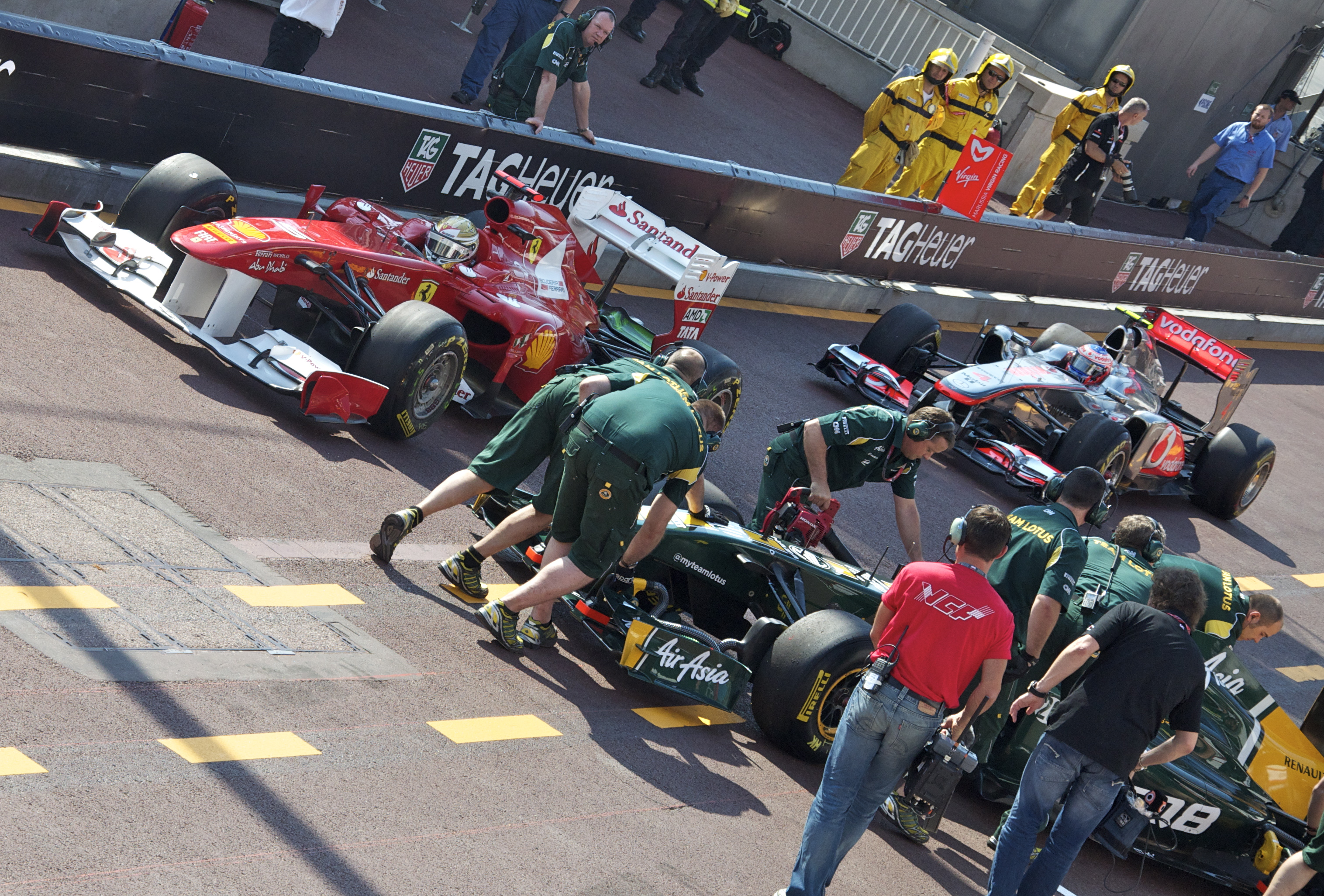
La voie des stands de Monaco lors de l'ouverture de la première séance d'essais libres.

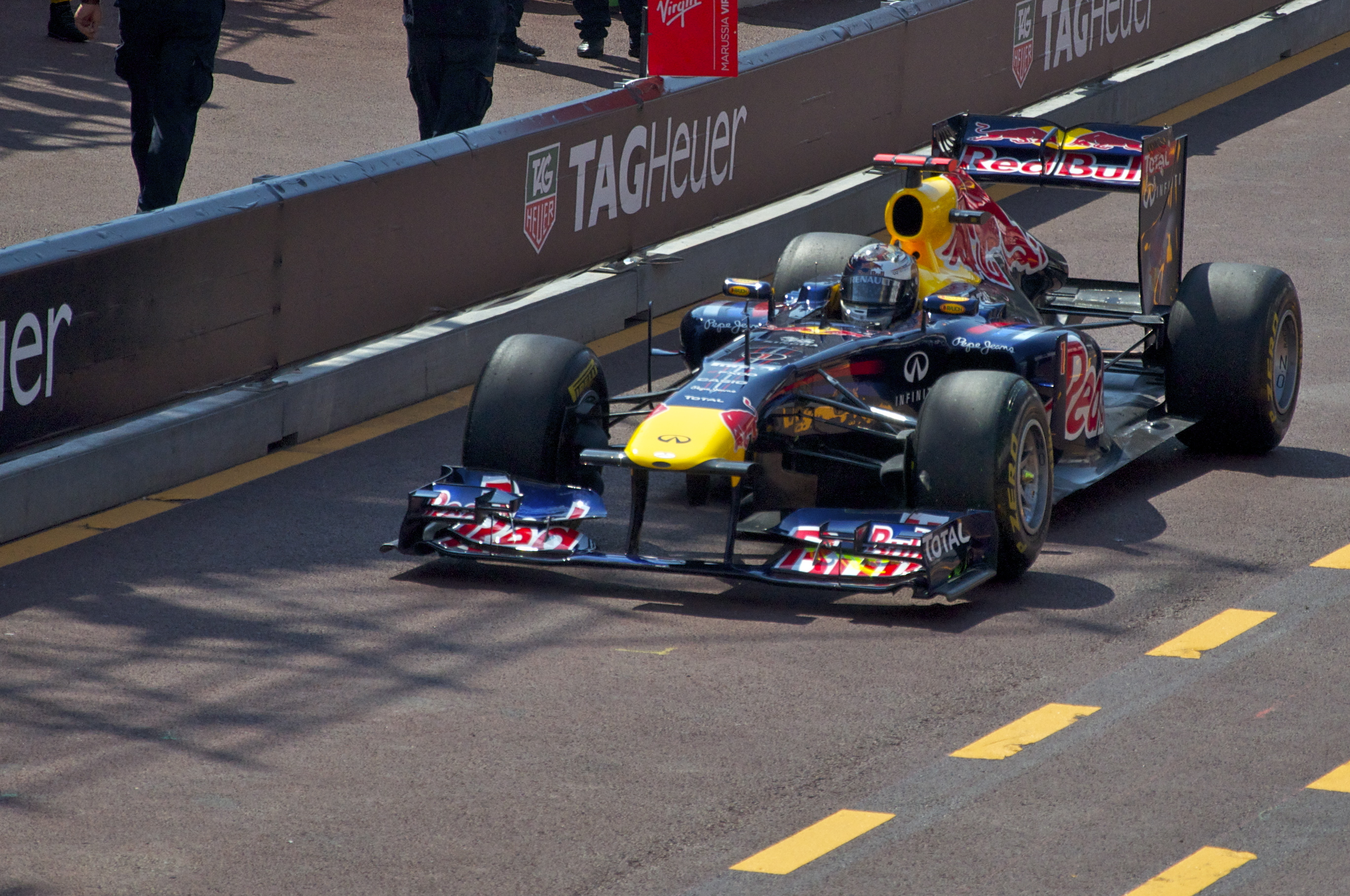
Sebastian Vettel dans la voie des stands de Monaco lors de la première séance d'essais libres.

La température est de 24 °C dans l'air et 32 °C sur la piste au départ de la première séance d'essais libres du Grand Prix de Monaco. Si les pilotes s'élancent dès le début de la session pour boucler leur premier tour d'installation, il faut attendre vingt minutes pour que Narain Karthikeyan signe le premier tour lancé en 1 min 38 s 718. Seul en piste, il améliore à sept reprises son temps pour finir en 1 min 26 s 043.
Sergio Pérez prend alors la tête du classement en 1 min 25 s 280 puis 1 min 23 s 206. Plusieurs pilotes se relaient ensuite en tête : Kamui Kobayashi tourne en 1 min 22 s 630, Pastor Maldonado en 1 min 21 s 902, Kobayashi à nouveau (1 min 21 s 299) et encore Maldonado (1 min 21 s 064). Mark Webber tourne au ralenti car sa boîte de vitesses est bloquée sur le sixième rapport : il rejoint immédiatement son stand et n'en ressort plus,.
À la mi-séance Felipe Massa prend la tête en 1 min 20 s 825 puis 1 min 20 s 490 avant d'être battu par Adrian Sutil (1 min 20 s 394). Massa reprend aussitôt le commandement en 1 min 18 s 582 avant que la séance soit interrompue par un drapeau rouge à quarante minutes de la fin à cause d'une flaque d'eau apparue dans la ligne droite des stands. Cette flaque provient d'une canalisation souterraine défectueuse. Il reste trente-cinq minutes d'essais lorsque le problème est résolu.
Lewis Hamilton prend la tête du classement en 1 min 18 s 136 mais est délogé par Nico Rosberg (1 min 17 s 991), Fernando Alonso prend alors par deux fois la première place mais Hamilton retrouve son bien en 1 min 17 s 350. Le commandement change à nouveau de main puisque Massa réalise un tour en 1 min 17 s 316, Vettel en 1 min 17 s 309, Rosberg en 1 min 17 s 139, Alonso en 1 min 17 s 109, Vettel en 1 min 16 s 781, Alonso en 1 min 16 s 732 et finalement Vettel en 1 min 16 s 619,.
Lors de cette séance, Vitantonio Liuzzi a touché le rail au freinage de la sortie du tunnel et à sept minutes de la fin de la session, Michael Schumacher a tapé le mur à Sainte-Dévote,.
- Daniel Ricciardo, pilote essayeur chez Toro Rosso, a remplacé Jaime Alguersuari lors de cette séance d'essais.

### Deuxième séance, le jeudi de 14 h à 15 h 30
| Pos. | Pilote           | Voiture          | Chrono         | Écart     |
| ---- | ---------------- | ---------------- | -------------- | --------- |
| 1    | Fernando Alonso  | Ferrari          | 1 min 15 s 123 |           |
| 2    | Lewis Hamilton   | McLaren-Mercedes | 1 min 15 s 228 | + 0 s 105 |
| 3    | Nico Rosberg     | Mercedes         | 1 min 15 s 321 | + 0 s 198 |
| 4    | Jenson Button    | McLaren-Mercedes | 1 min 15 s 448 | + 0 s 325 |
| 5    | Sebastian Vettel | Red Bull-Renault | 1 min 15 s 667 | + 0 s 544 |
| 6    | Felipe Massa     | Ferrari          | 1 min 15 s 781 | + 0 s 658 |

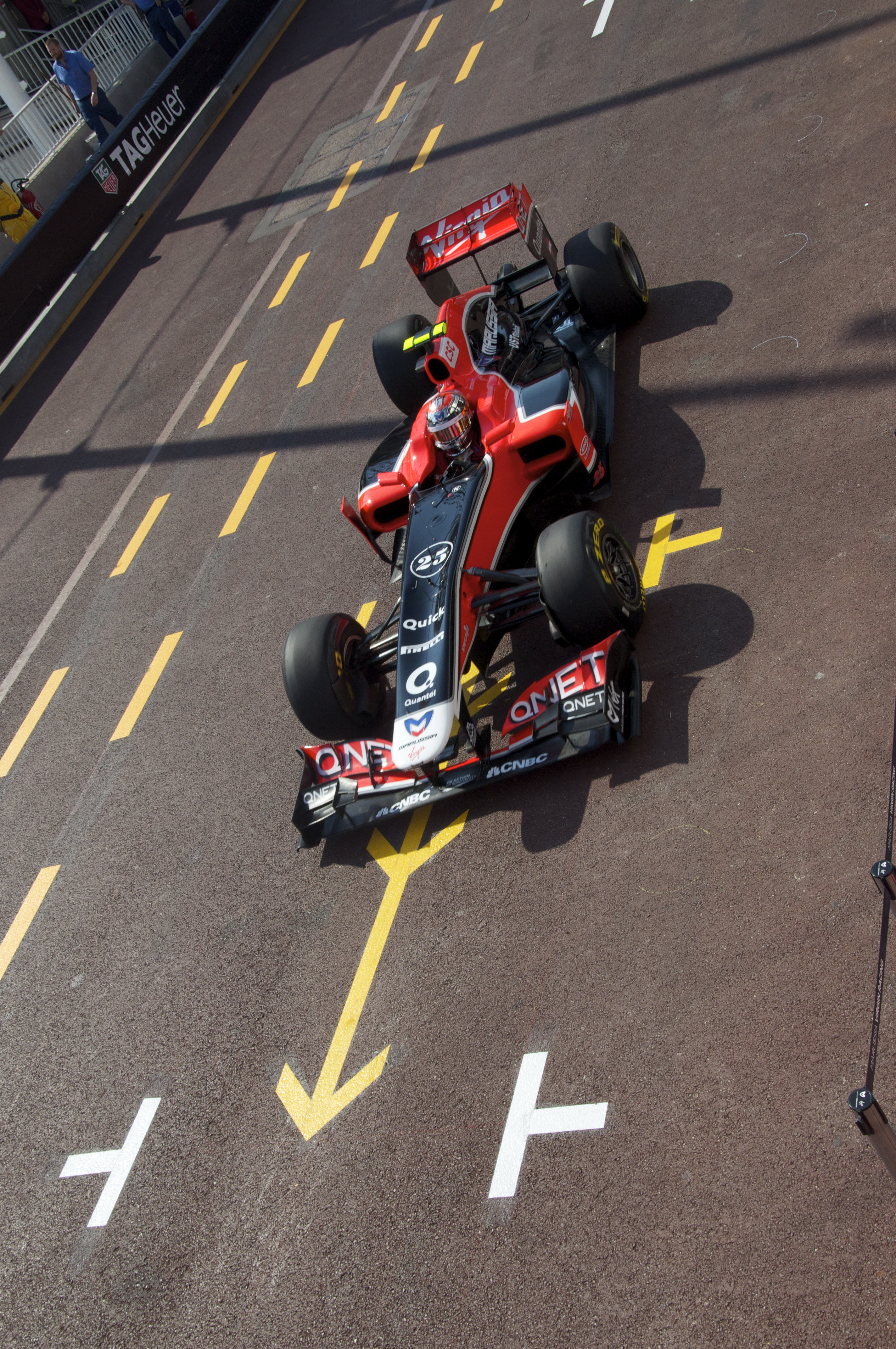
Jérôme d'Ambrosio dans la voie des stands de Monaco lors des essais libres.

La température est de 25 °C au départ de la deuxième séance d'essais libres. Les pilotes s'élancent très vite en piste et Vitaly Petrov signe le premier temps de référence en 1 min 18 s 471. Quelques minutes plus tard, Felipe Massa s'installe en tête en 1 min 17 s 483. Nico Rosberg, en 1 min 16 s 917 et Fernando Alonso, en 1 min 16 s 408, prennent ensuite la tête des essais,.
Le classement reste figé pendant un long moment car les pilotes se préparent aux conditions de course en embarquant beaucoup d'essence. Vers la mi-séance les pilotes chaussent leurs pneus tendres : Sebastian Vettel prend la tête du classement en 1 min 15 s 739 puis 1 min 15 s 667. Également muni de pneus tendres, Fernando Alonso signe le meilleur temps de la journée en 1 min 15 s 123.
Jaime Alguersuari, qui n'avait pas tourné lors de la première séance, a tapé le rail et cassé son aileron avant dans les premières minutes de la séance. Paul di Resta, au premier tiers de la séance, est parti à la faute au freinage de la première chicane, à la sortie du tunnel. Vitaly Petrov a lui aussi cassé son aileron sur une touchette au même endroit,.

### Troisième séance, le samedi de 11 h à 12 h
| Pos. | Pilote             | Voiture          | Chrono         | Écart     |
| ---- | ------------------ | ---------------- | -------------- | --------- |
| 1    | Fernando Alonso    | Ferrari          | 1 min 14 s 433 |           |
| 2    | Jenson Button      | McLaren-Mercedes | 1 min 14 s 996 | + 0 s 563 |
| 3    | Felipe Massa       | Ferrari          | 1 min 15 s 024 | + 0 s 591 |
| 4    | Sebastian Vettel   | Red Bull-Renault | 1 min 15 s 245 | + 0 s 812 |
| 5    | Michael Schumacher | Mercedes         | 1 min 15 s 310 | + 0 s 877 |
| 6    | Lewis Hamilton     | McLaren-Mercedes | 1 min 15 s 386 | + 0 s 953 |

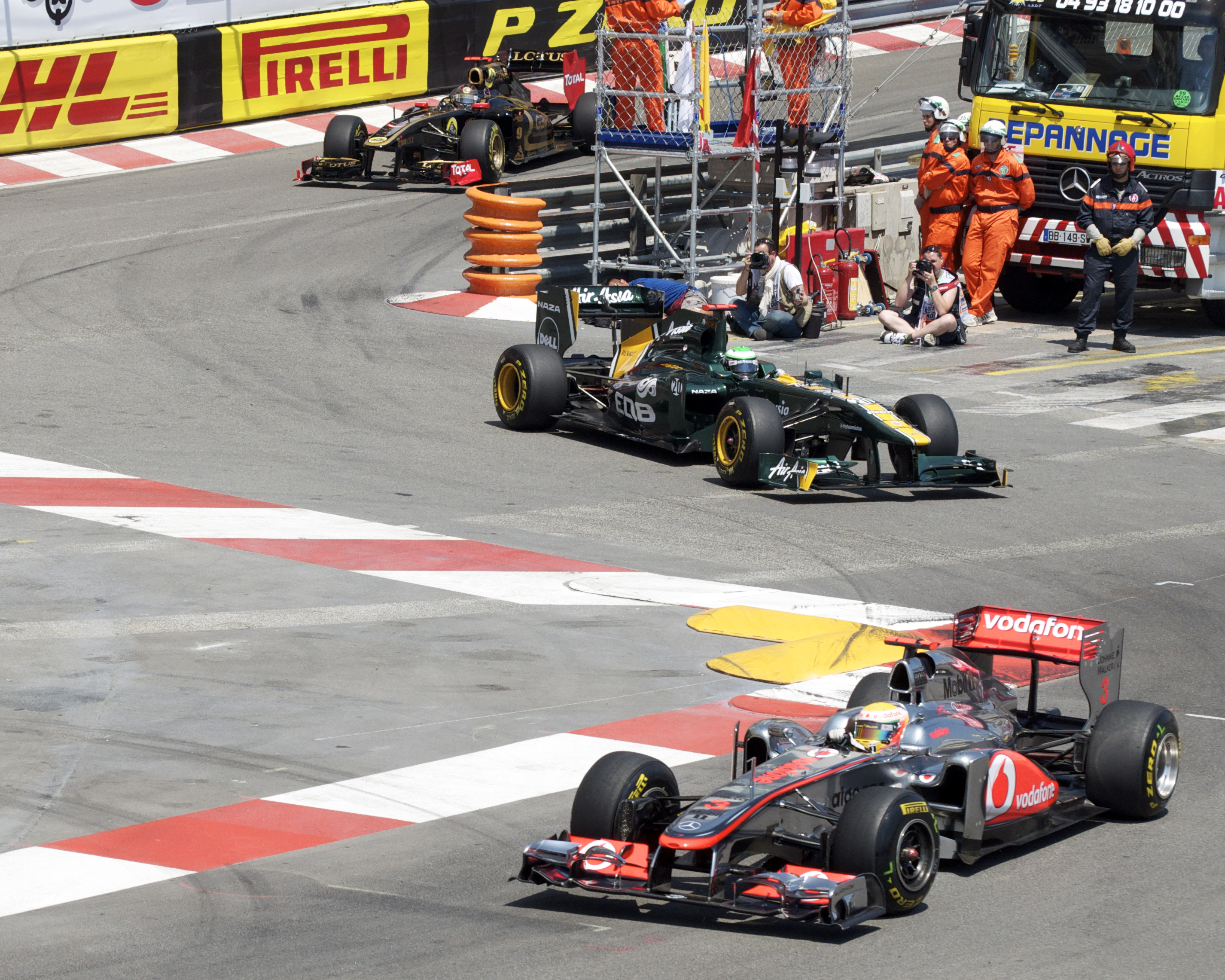
Lewis Hamilton précède Heikki Kovalainen et Nick Heidfeld à la chicane de sortie du tunnel.

Au départ de la troisième séance d'essais libres, la température ambiante est de 22 °C et celle de la piste est de 37 °C. Les pilotes sortent aussitôt des stands pour boucler un premier tour d'installation. Michael Schumacher signe un temps de référence dès les premières minutes en 1 min 22 s 441 et améliore ensuite sa performance en 1 min 20 s 175, puis en 1 min 19 s 962. La séance est interrompue au bout de sept minutes par un drapeau rouge causé par une grosse sortie de piste de Nico Rosberg qui a perdu le contrôle de sa monoplace au freinage après le tunnel. Après avoir touché les rails à droite, la monoplace, lancée à toute allure, évite un rail à la sortie de la chicane,. Mercedes soupçonne une pression des pneumatiques trop faible, Rosberg n'ayant pas pris le temps nécessaire à les faire monter en température.
La séance est relancée quelques minutes plus tard et Fernando Alonso s'installe en tête en 1 min 15 s 924, en pneus durs comme la plupart de ses rivaux. Il reste vingt-cinq minutes lorsque Michael Schumacher remonte en piste en pneus tendres et prend la deuxième place. Sebastian Vettel prend ensuite la tête en 1 min 15 s 423, en pneus durs. Il améliore son temps quelques minutes plus tard en 1 min 15 s 245,.
En fin de séance, l'ensemble des pilotes chausse les pneus tendres pour préparer la qualification de l'après-midi. Alonso prend la tête du classement en 1 min 14 s 433. La séance est interrompue une deuxième fois par un drapeau rouge lorsque Vitantonio Liuzzi touche le rail près de l'église de Sainte-Dévote, détruisant sa monoplace. La séance est relancée alors qu'il ne reste que deux minutes mais personne ne parvient à battre le temps établi par Fernando Alonso,.

## Séance de qualifications

### Résultats des qualifications

#### Session Q1

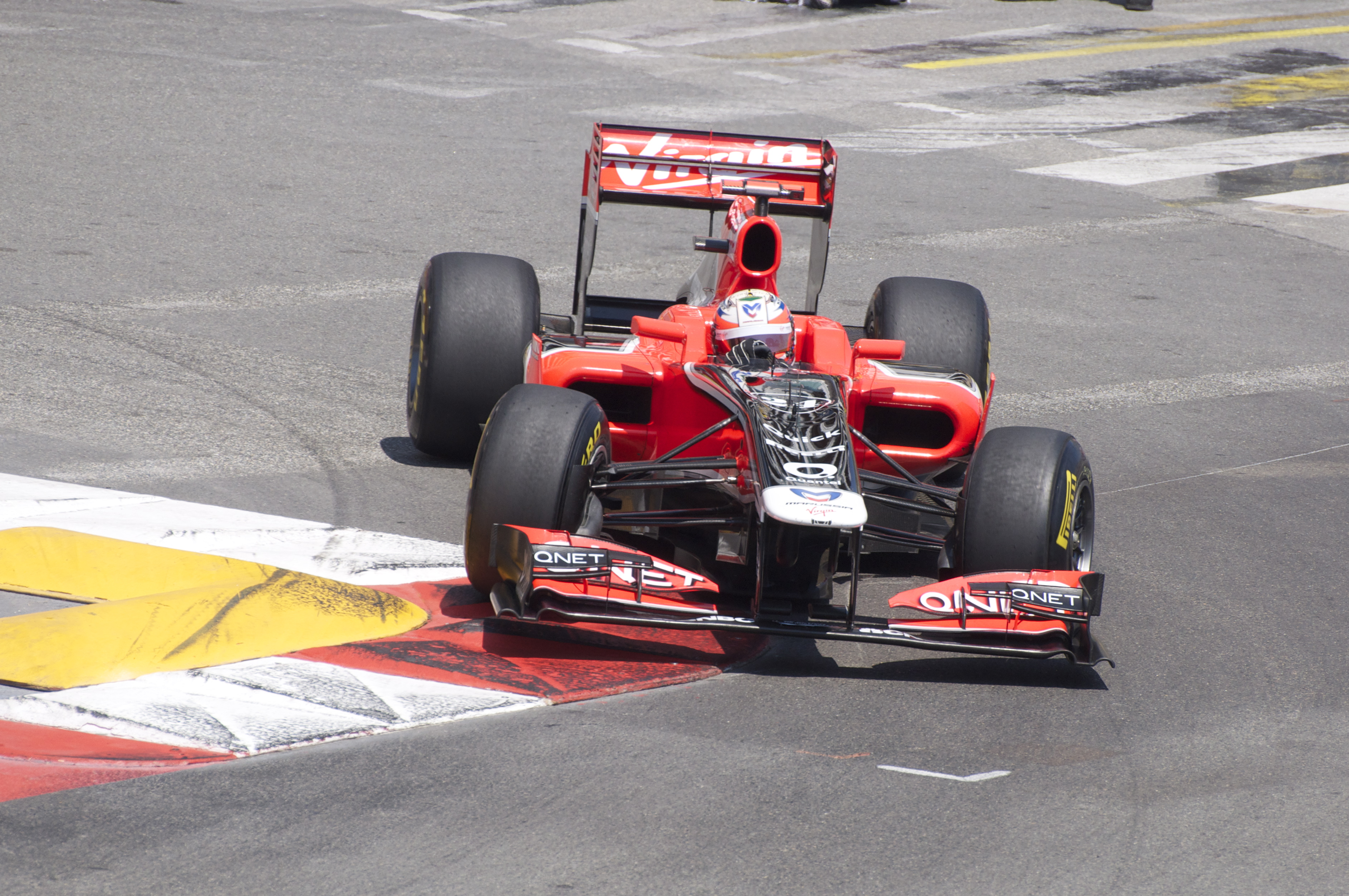
Timo Glock ne parvient pas à se qualifier pour la session Q2.

À l'entame de la première partie des qualifications, la température est de 23 °C dans l'air et 46 °C en piste. Nico Rosberg a changé de boîte de vitesses à la suite de sa violente sortie de piste du matin. Il ne sera toutefois pas pénalisé sur la grille de départ puisqu'il s'agit de son premier changement. Michael Schumacher est le premier à prendre la piste avec Vitaly Petrov et Jérôme d'Ambrosio, immédiatement rejoints par d'autres pilotes. D'Ambrosio réalise le premier temps de référence en 1 min 23 s 192, temps rapidement battu par Schumacher de plus de cinq secondes. Petrov déloge Schumacher en tournant en 1 min 18 s 112,.
Les McLaren prennent alors le commandement, Lewis Hamilton, en 1 min 16 s 321, devançant son coéquipier Jenson Button qui réplique en 1 min 15 s 969. Sebastian Vettel échoue au deuxième rang après sa première tentative, puis établit le meilleur temps provisoire en 1 min 15 s 606 avant d'être détrôné par Button. Les leaders se succèdent puisqu'Hamilton tourne en 1 min 15 s 207 devant Button et Vettel. Suivent Fernando Alonso, Rosberg, Felipe Massa, Petrov, Mark Webber, Schumacher et Pastor Maldonado tandis que les pilotes HRT n'ont pas encore aligné le moindre tour,.
Rosberg améliore son temps et passe en quatrième position tandis que Schumacher monte au sixième rang. La majorité des pilotes est en piste en fin de séance, à l'exception des HRT qui n'ont pas du tout roulé et des McLaren, assurées de passer en Q2. Lorsque la séance se termine, les éliminés sont Heikki Kovalainen, Jarno Trulli, Jaime Alguersuari, Timo Glock, Jérôme d'Ambrosio, Narain Karthikeyan et Vitantonio Liuzzi,.

#### Session Q2
À l'ouverture de la session, afin de ne pas être surpris par une éventuelle interruption, la majorité des pilotes prend immédiatement la piste et seuls Fernando Alonso et Sebastian Vettel sont encore aux stands après deux minutes. Michael Schumacher se hisse en tête en 1 min 15 s 850 avant d'être délogé par Mark Webber qui tourne une seconde plus vite,.
Lewis Hamilton établit le meilleur tour en 1 min 14 s 275 (qui ne sera plus battu) et devance Fernando Alonso et Jenson Button. Vettel et Button améliorent leurs temps et se hissent entre Hamilton et Alonso : Hamilton devance donc Vettel, Button, Alonso, Webber, Nico Rosberg, Schumacher, Felipe Massa, Rubens Barrichello et Pastor Maldonado. À six minutes de la fin de séance, Vettel revient à deux millièmes d'Hamilton et on ne compte plus que quatre monoplaces en piste (Vettel, Alonso, Webber et Sébastien Buemi),.
À trois minutes de la fin, tous les pilotes sont de retour en piste sauf les cinq premiers du classement, Hamilton, Vettel, Button, Alonso et Webber. Massa grimpe au cinquième rang et les qualifiés provisoires sont Hamilton, Vettel, Button, Alonso, Massa, Webber, Rosberg, Pérez, Schumacher et Maldonado. Alors qu'il ne reste qu'une minute, aucun des deux pilotes Lotus Renault GP n'est parvenu à signer un temps qualificatif,.
La séance se termine avec les éliminations de Vitaly Petrov, Rubens Barrichello, Kamui Kobayashi, Paul di Resta, Adrian Sutil, Nick Heidfeld et Sébastien Buemi. Maldonado réussit, comme lors du Grand Prix précédent en Espagne, à se qualifier pour la session Q3.

#### Session Q3

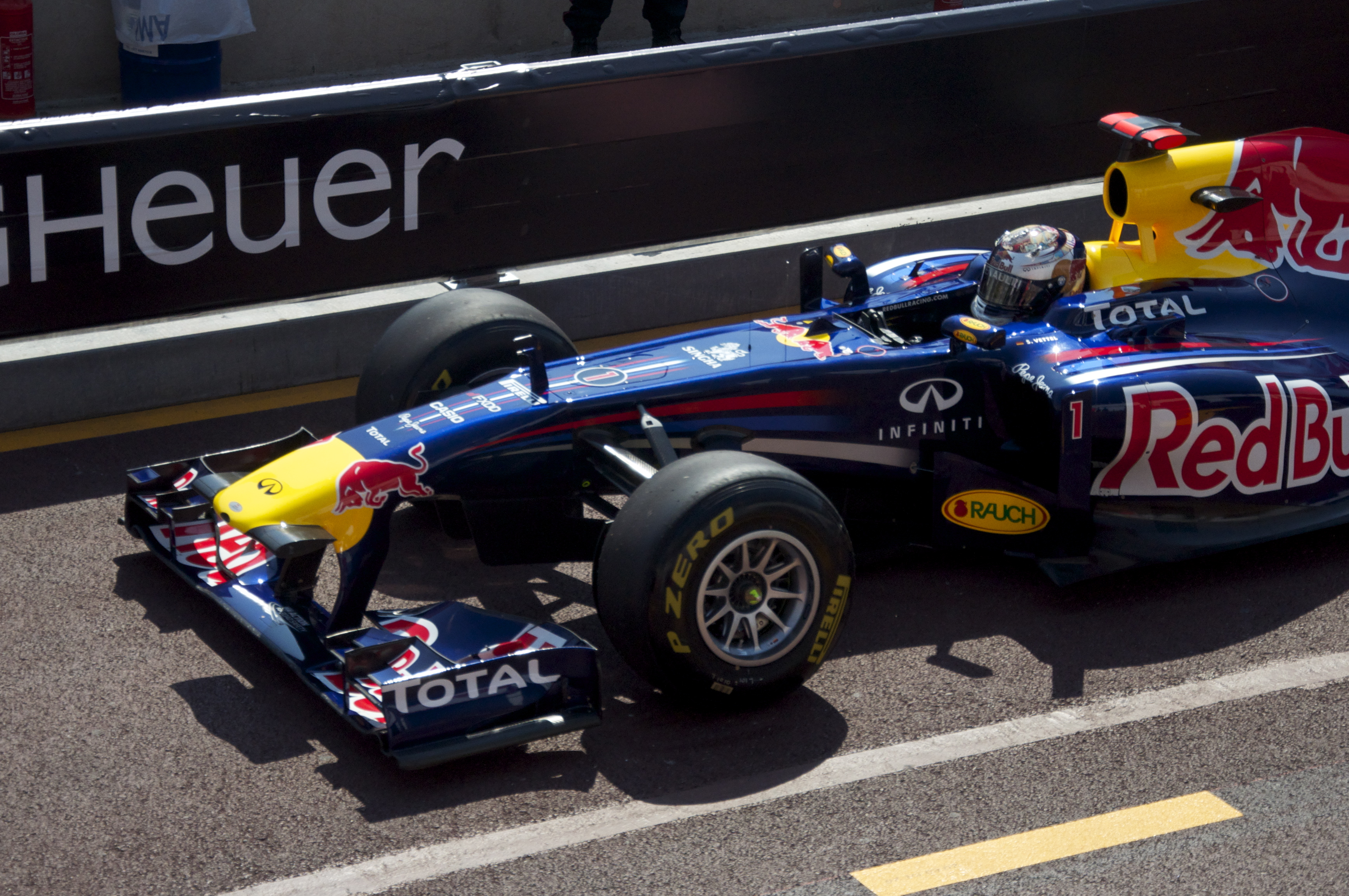
Sebastian Vettel signe la pole position du Grand Prix de Monaco.

Dès l'ouverture de la session, Jenson Button, Fernando Alonso, Felipe Massa, Michael Schumacher et Nico Rosberg entrent en piste, rapidement suivis par Mark Webber et Sebastian Vettel. Schumacher établit le premier tour lancé en 1 min 15 s 020, temps battu par Button en 1 min 13 s 997 puis par Massa qui s'intercale entre les deux,.
À six minutes de la fin, Vettel s'empare de la pole position provisoire en réalisant un tour en 1 min 13 s 556. Il devance Button, Webber, Alonso, Massa, Schumacher et Rosberg tandis que Lewis Hamilton, Pastor Maldonado et Sergio Pérez n'ont pas encore réalisé de tour lancé,.
Hamilton est un gêné dans son tour rapide par Massa tandis que Schumacher grimpe au cinquième rang provisoire et que Pérez sort de la piste. Le pilote mexicain a perdu le contrôle de sa Sauber C30 sur une bosse au freinage à la sortie du tunnel, comme Rosberg le matin, et a tapé le muret de protection. Le drapeau rouge est déployé alors qu'il reste deux minutes d'essais qualificatifs et que ni Hamilton ni Maldonado n'ont signé le moindre tour chronométré,.
L'équipe médicale est déployée sur le circuit, rapidement rejointe par une ambulance. Pérez est évacué dans l'ambulance alors que les commissaires dégagent sa monoplace, dont le flanc droit est totalement détruit, et réparent le muret de protection,. La direction de course annonce que, compte tenu du délai nécessaire pour réparer les installations de sécurité sur le lieu de l'accident, la séance sera relancée à 15 h 35 pour 2 minutes et 26 secondes.
Lors de la relance, l'écurie Sauber annonce que Pérez est conscient et a parlé aux médecins : « C'est avec un grand soulagement que l'équipe Sauber a reçu les nouvelles comme quoi Sergio Pérez ne souffrait pas de graves blessures après son accident. » Le pilote mexicain a été transporté à l'hôpital Princesse Grace de Monaco. Les neuf pilotes, tous chaussés de pneus tendres, entrent en piste. Hamilton s'élance en premier, rate son freinage à la première chicane et ne réalise que le septième temps de la session. Aucun pilote ne parvenant à améliorer sa performance, la pole position revient finalement à Vettel devant Button, Webber, Alonso, Schumacher, Massa, Hamilton, Rosberg, Maldonado et Pérez.
À 16 h 25, les médecins annoncent que Pérez souffre d'une commotion cérébrale et d'une contracture de la cuisse (sprained thigh) mais qu'il n'a aucune fracture,,. Depuis l'accident de Karl Wendlinger en 1994, aucun accident important ne s'était produit à la chicane du port sur le circuit de Monaco. À la suite des crashes de Pérez et de Petrov, Nico Rosberg, lui aussi victime d'une sortie de piste au même endroit, demande que des changements soient apportés au circuit : « J'ai été très chanceux ce matin d'avoir évité cette barrière. Elle est là depuis longtemps et beaucoup de choses se sont produites à cet endroit. Peut-être qu'il est temps de reconsidérer la sécurité car il devrait être assez facile d'enlever cette barrière et de la reculer de 50 mètres. »,,.

### Grille de départ du Grand Prix
| Pos.                                                                                      | Pilote                  | Écurie               | Qualifications 1 | Qualifications 2 | Qualifications 3 |
| ----------------------------------------------------------------------------------------- | ----------------------- | -------------------- | ---------------- | ---------------- | ---------------- |
| 1                                                                                         | Sebastian Vettel SREC   | Red Bull-Renault     | 1 min 15 s 606   | 1 min 14 s 277   | 1 min 13 s 556   |
| 2                                                                                         | Jenson Button SREC      | McLaren-Mercedes     | 1 min 15 s 397   | 1 min 14 s 545   | 1 min 13 s 997   |
| 3                                                                                         | Mark Webber SREC        | Red Bull-Renault     | 1 min 16 s 087   | 1 min 14 s 742   | 1 min 14 s 019   |
| 4                                                                                         | Fernando Alonso SREC    | Ferrari              | 1 min 16 s 051   | 1 min 14 s 569   | 1 min 14 s 483   |
| 5                                                                                         | Michael Schumacher SREC | Mercedes             | 1 min 16 s 092   | 1 min 14 s 981   | 1 min 14 s 682   |
| 6                                                                                         | Felipe Massa SREC       | Ferrari              | 1 min 16 s 309   | 1 min 14 s 648   | 1 min 14 s 877   |
| 7                                                                                         | Nico Rosberg SREC       | Mercedes             | 1 min 15 s 858   | 1 min 14 s 741   | 1 min 15 s 766   |
| 8                                                                                         | Pastor Maldonado SREC   | Williams-Cosworth    | 1 min 15 s 819   | 1 min 15 s 545   | 1 min 16 s 528   |
| 9                                                                                         | Lewis Hamilton SREC     | McLaren-Mercedes     | 1 min 15 s 207   | 1 min 14 s 275   | Pas de temps     |
| 10                                                                                        | Sergio Pérez SREC       | Sauber-Ferrari       | 1 min 15 s 918   | 1 min 15 s 482   | Pas de temps     |
| 11                                                                                        | Vitaly Petrov SREC      | Renault              | 1 min 16 s 378   | 1 min 15 s 815   |                  |
| 12                                                                                        | Rubens Barrichello SREC | Williams-Cosworth    | 1 min 16 s 616   | 1 min 15 s 826   |                  |
| 13                                                                                        | Kamui Kobayashi SREC    | Sauber-Ferrari       | 1 min 16 s 513   | 1 min 15 s 973   |                  |
| 14                                                                                        | Paul di Resta           | Force India-Mercedes | 1 min 16 s 813   | 1 min 16 s 188   |                  |
| 15                                                                                        | Adrian Sutil            | Force India-Mercedes | 1 min 16 s 600   | 1 min 16 s 121   |                  |
| 16                                                                                        | Nick Heidfeld SREC      | Renault              | 1 min 16 s 681   | 1 min 16 s 214   |                  |
| 17                                                                                        | Sébastien Buemi SREC    | Toro Rosso-Ferrari   | 1 min 16 s 358   | 1 min 16 s 300   |                  |
| 18                                                                                        | Heikki Kovalainen       | Lotus-Renault        | 1 min 17 s 343   |                  |                  |
| 19                                                                                        | Jarno Trulli            | Lotus-Renault        | 1 min 17 s 381   |                  |                  |
| 20                                                                                        | Jaime Alguersuari SREC  | Toro Rosso-Ferrari   | 1 min 17 s 820   |                  |                  |
| 21                                                                                        | Timo Glock              | Virgin-Cosworth      | 1 min 17 s 914   |                  |                  |
| 22                                                                                        | Jérôme d'Ambrosio       | Virgin-Cosworth      | 1 min 18 s 736   |                  |                  |
| Temps minimal à réaliser pour la qualification : 1 min 20 s 471 (107 % de 1 min 15 s 207) |                         |                      |                  |                  |                  |
| 23                                                                                        | Narain Karthikeyan      | HRT-Cosworth         | Pas de temps     |                  |                  |
| 24                                                                                        | Vitantonio Liuzzi       | HRT-Cosworth         | Pas de temps     |                  |                  |

- Narain Karthikeyan et Vitantonio Liuzzi ont été repêchés par les commissaires de course et prendront donc le départ du Grand Prix bien qu'ils n'aient aligné aucun tour chronométré en qualifications, Karthikeyan ayant un souci avec la suspension de sa F111 tandis que la voiture de Liuzzi n'était toujours pas réparée après son accident lors des essais libres. Karthikeyan avait néanmoins battu de peu le matin lors des essais libres le temps des 107 % de la qualification (1 min 20 s 278 contre 1 min 20 s 471)[46],[47],[48].
- Lewis Hamilton, à cause de l'interruption de séance à la suite de l'accident de Sergio Pérez, n'a pu effectuer qu'un seul tour chronométré, en 1 min 15 s 280, lors de la session Q3, ce qui le plaçait en septième position sur la grille de départ. Toutefois, les commissaires de course ont annulé ce temps car le pilote britannique a court-circuité une chicane lors de son essai. Sans temps chronométré, Hamilton est rétrogradé à la neuvième place sur la grille tandis que Nico Rosberg et Pastor Maldonado gagnent chacun une position au départ[49].

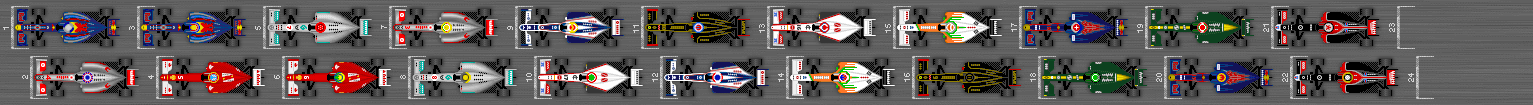
La grille de qualification du Grand Prix de Monaco.

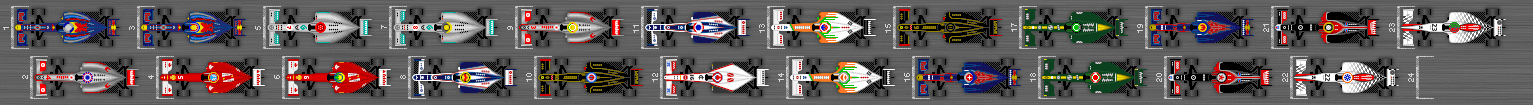
La grille de départ du Grand Prix de Monaco 2011 : Sergio Pérez est absent, Lewis Hamilton rétrogradé et les deux HRT repêchées.

## Course

### Déroulement de l'épreuve

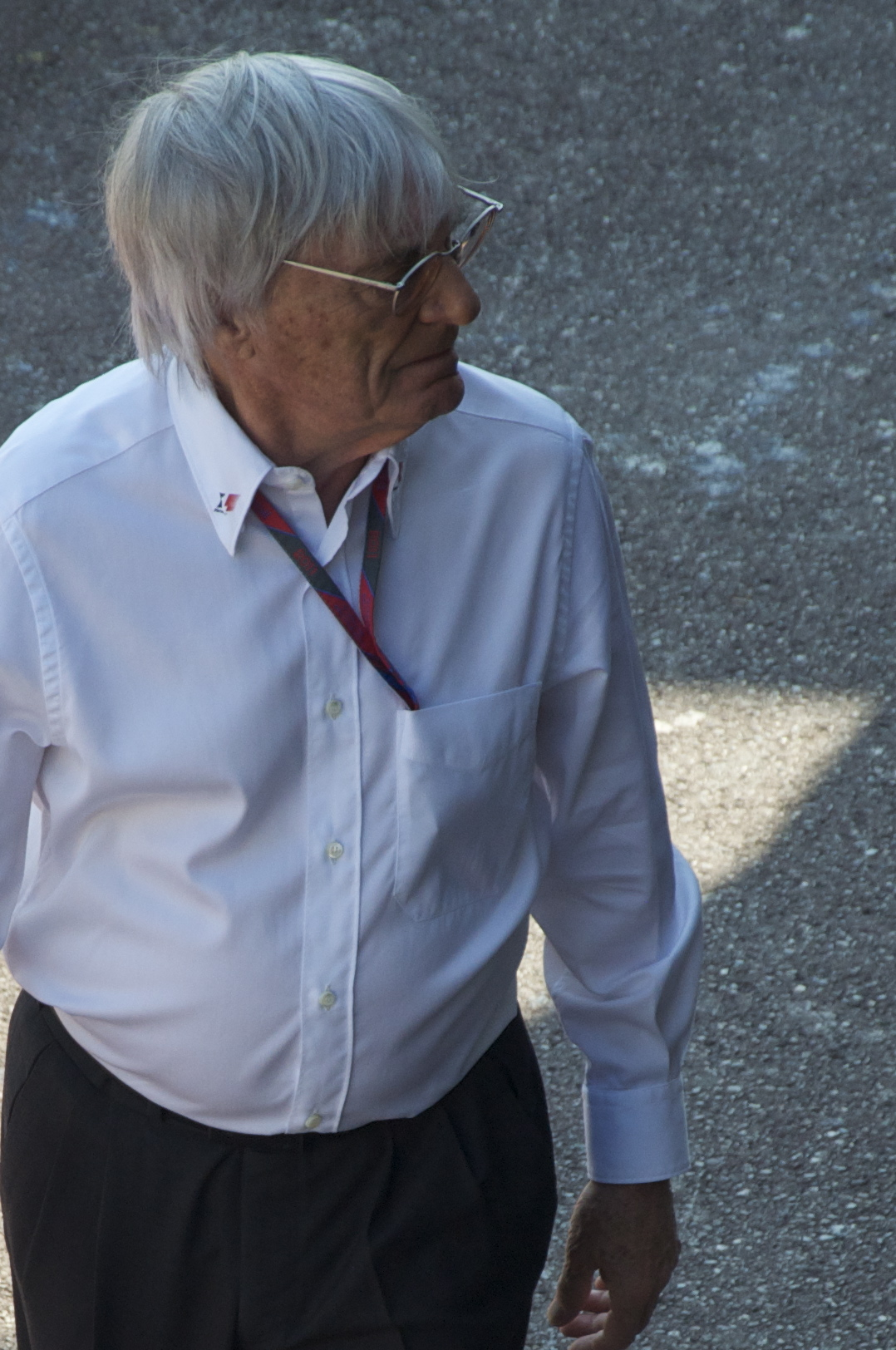
Bernie Ecclestone, « grand argentier de la Formule 1 » au Grand Prix de Monaco.

Alain Prost (199 départs en Grands Prix de Formule 1, dont 51 victoires, 106 podiums, 33 pole positions, 41 meilleurs tours en course, 798,50 points et quatre titres de champion du monde entre 1980 et 1993) a été nommé par la FIA conseiller pour aider dans son jugement le groupe des commissaires de course lors de ce Grand Prix. Toutefois, Prost n'a finalement pas pu répondre favorablement à l'invitation et a été remplacé par Allan McNish. Âgé aujourd'hui de 41 ans, le pilote écossais a disputé 16 Grands Prix de Formule 1 en 2002 avec Toyota F1 Team avant de se reconvertir en endurance, remportant à deux reprises les 24 Heures du Mans en 1998 et 2008.
Vingt-trois pilotes sont présents au départ du Grand Prix, Sergio Pérez, après son sévère accident lors des qualifications, étant toujours en observation au centre hospitalier Princesse Grace de Monaco. Pérez souhaite prendre le départ mais a avoué qu'il avait perdu connaissance lors de son accident : « Grâce à Dieu tout va bien pour moi mais je ne serai pas en mesure de courir demain. J'ai perdu connaissance à un moment mais maintenant tout va bien. Je ne roule pas demain mais je vous donne rendez-vous à Montréal. »,,.
Sur la ligne de départ, la température ambiante est de 23 °C et celle de la piste est de 42 °C. À l'extinction des feux, Sebastian Vettel conserve l'avantage conféré par sa pole position et s'engouffre dans le premier virage devant Jenson Button, Fernando Alonso, qui prend le meilleur sur Mark Webber, Nico Rosberg, Felipe Massa, Pastor Maldonado, Vitaly Petrov, Lewis Hamilton et Michael Schumacher. Au deuxième passage, Vettel précède Button de 3 secondes, Alonso de 4 s, Rosberg et Massa de 7 s, Maldonado de 9 s, Petrov de 10 s, Schumacher et Hamilton de 11 s. Lewis Hamilton, en pneus durs, est à l'attaque de Schumacher en pneus tendres et réussit à le passer dans le neuvième tour. Deux tours plus tard, Rubens Barrichello parvient à son tour à doubler Schumacher qui, tout comme son coéquipier Rosberg, souffre de graining sur ses pneus arrière,,.
Michael Schumacher rentre changer ses pneus et son aileron avant au douzième tour pendant que Rosberg, à l'agonie avec ses pneus, est dépassé par Massa et Maldonado. Jenson Button et Nico Rosberg changent leurs pneus au quinzième tour. Vettel et Webber font de même au seizième tour mais l'arrêt de Webber lui coûte beaucoup de temps, son équipe n'étant pas prête à l'accueillir,. Alonso s'arrête au dix-septième tour et Hamilton au vingt-deuxième. Le pilote britannique est confronté au même problème que Webber et perd aussi de précieuses secondes. Au vingt-septième tour, après la première vague de changements de pneus, Button mène devant Vettel et Alonso. Button prend rapidement un avantage de plus de douze secondes sur Vettel,.

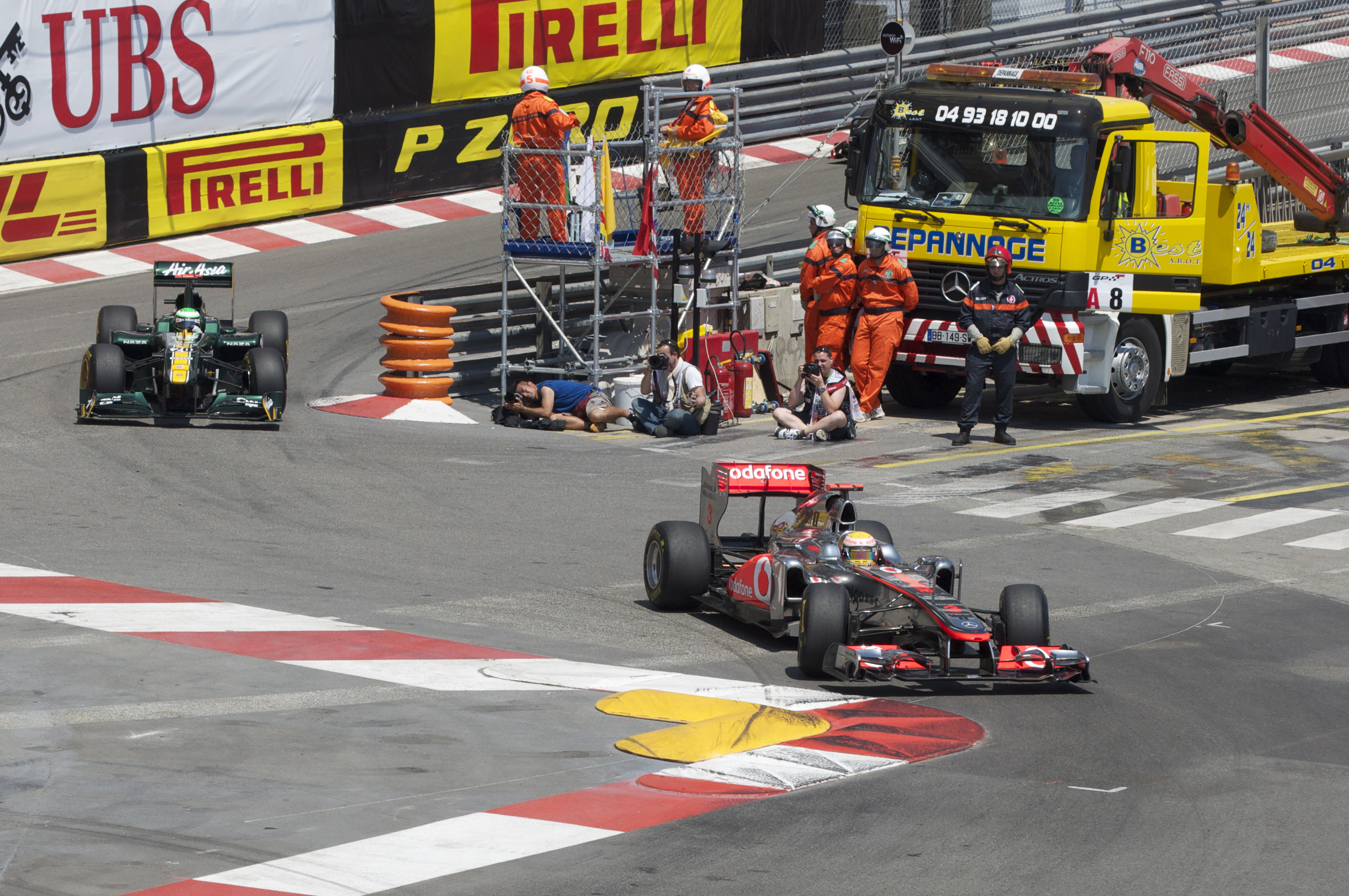
Lewis Hamilton précède Heikki Kovalainen à la chicane de sortie du tunnel.

Button change à nouveau de pneus au trente-troisième tour tandis qu'Hamilton, à l'attaque sur Massa, le harponne à l'épingle. Quelques secondes plus tard, Massa, dont la Ferrari a été endommagée par le contact avec Hamilton, tire large dans le tunnel, glisse sur la poussière, touche le rail et détruit sa monoplace, obligeant la voiture de sécurité à prendre la piste. Au même moment, Schumacher s'arrête sur la piste et abandonne,,.
Alors que la voiture de sécurité est en piste, Nick Heidfeld et Sébastien Buemi changent de pneus. Ils sont imités au tour suivant, le trente-quatrième, par Alonso, Adrian Sutil et Kamui Kobayashi. Au trente-sixième passage, toujours sous le régime de la voiture de sécurité, Vettel devance Button, Alonso, Sutil, Kobayashi, Webber, Hamilton, Maldonado, Petrov, Heidfeld, Buemi, Barrichello, Alguersuari, Trulli et Rosberg,.
La course est relancée à l'entame du trente-huitième tour et, quelques minutes plus tard, la direction de course pénalise Hamilton d'un drive-through pour son accrochage avec Massa. Après son passage au ralenti par les stands, il reprend la piste en neuvième position. En tête de la course, Jenson Button attaque Sebastian Vettel, sa stratégie de course lui imposant de le dépasser sur la piste. Button change ses pneus pour la dernière fois au quarante-huitième tour et se retrouve troisième derrière Vettel et Alonso. Le Britannique possède 14 secondes de retard sur Vettel qui n'a toutefois effectué qu'un seul changement de pneus, au seizième tour,.
Alonso hausse le rythme et, au cinquante-cinquième tour, se rapproche à une seconde de Vettel, Button étant revenu à 7 secondes. Cinq tours plus tard, Alonso n'est plus qu'à huit dixièmes du leader tandis que Button est à 3 secondes ; aucun des trois ne peut changer ses pneus sans compromettre ses espoirs de victoire,.
Plus loin dans le classement, Sutil, dont les pneus sont totalement usés, est doublé successivement par Kobayashi et Webber. Quelques minutes plus tard, dans le soixante-neuvième tour, le trio de tête revient sur un peloton de retardataires. À hauteur de la Piscine, Sutil et Alguersuari se percutent, ce qui provoque une collision en chaîne. Si la Force India de l'Allemand, malgré un pneu déjanté à l'arrière, est en état de poursuivre la course, la Toro Rosso de l'Espagnol tape le rail, entraînant avec elle la Renault de Vitaly Petrov. La voiture de sécurité intervient de nouveau puis trois tours plus tard, la course est interrompue par le drapeau rouge afin que l'ambulance puisse secourir Petrov qui a des difficultés à sortir de sa monoplace,,. Vitaly Petrov, pris en charge par les médecins, est emmené à l'hôpital pour subir des contrôles médicaux. Les médecins assurent qu'il n'a aucune fracture mais seulement des contusions.
Après quelques minutes d'hésitation, les commissaires de course décident de relancer le Grand Prix. Les pilotes rescapés s'alignent alors sur la grille en attendant un nouveau départ, qui est donné à 16 h 04 derrière la voiture de sécurité. Pour les six derniers tours de l'épreuve, Vettel, qui a été autorisé à changer ses pneumatiques, se relance parfaitement devant Alonso, Button et Kobayashi alors qu'Hamilton accroche Maldonado et le contraint à l'abandon. À l'issue de ces six tours, Sebastian Vettel remporte sa première victoire à Monaco, devant Alonso et Button. Webber termine quatrième devant Kobayashi, Hamilton, Sutil, Heidfeld, Barrichello, qui inscrit les premiers points de la saison pour Williams, et Buemi,.
Peu après la course, Hamilton écope d'une pénalité de 20 secondes pour son accrochage avec Maldonado. Les commissaires de la FIA estiment que sa tentative de dépassement sur le pilote vénézuélien était trop dangereuse. Le Britannique reste toutefois sixième au classement de la course,,.

### Classement de la course
| Pos. | no | Pilote                  | Écurie               | Tours | Temps/Abandon                      | Grille | Points |
| ---- | -- | ----------------------- | -------------------- | ----- | ---------------------------------- | ------ | ------ |
| 1    | 1  | Sebastian Vettel SREC   | Red Bull-Renault     | 78    | 2 h 09 min 38 s 373 (120,574 km/h) | 1      | 25     |
| 2    | 5  | Fernando Alonso SREC    | Ferrari              | 78    | + 1 s 138                          | 4      | 18     |
| 3    | 4  | Jenson Button SREC      | McLaren-Mercedes     | 78    | + 2 s 378                          | 2      | 15     |
| 4    | 2  | Mark Webber SREC        | Red Bull-Renault     | 78    | + 23 s 101                         | 3      | 12     |
| 5    | 16 | Kamui Kobayashi SREC    | Sauber-Ferrari       | 78    | + 26 s 916                         | 12     | 10     |
| 6    | 3  | Lewis Hamilton SREC     | McLaren-Mercedes     | 78    | + 47 s 210 (dont 20 s de pénalité) | 9      | 8      |
| 7    | 14 | Adrian Sutil SREC       | Force India-Mercedes | 77    | + 1 tour                           | 14     | 6      |
| 8    | 9  | Nick Heidfeld SREC      | Renault              | 77    | + 1 tour                           | 15     | 4      |
| 9    | 11 | Rubens Barrichello SREC | Williams-Cosworth    | 77    | + 1 tour                           | 11     | 2      |
| 10   | 18 | Sébastien Buemi SREC    | Toro Rosso-Ferrari   | 77    | + 1 tour                           | 16     | 1      |
| 11   | 8  | Nico Rosberg SREC       | Mercedes             | 76    | + 2 tours                          | 7      |        |
| 12   | 15 | Paul di Resta SREC      | Force India-Mercedes | 76    | + 2 tours                          | 13     |        |
| 13   | 21 | Jarno Trulli            | Lotus-Renault        | 76    | + 2 tours                          | 18     |        |
| 14   | 20 | Heikki Kovalainen       | Lotus-Renault        | 76    | + 2 tours                          | 17     |        |
| 15   | 25 | Jérôme d'Ambrosio       | Virgin-Cosworth      | 75    | + 3 tours                          | 21     |        |
| 16   | 23 | Vitantonio Liuzzi       | HRT-Cosworth         | 75    | + 3 tours                          | 23     |        |
| 17   | 22 | Narain Karthikeyan      | HRT-Cosworth         | 74    | + 4 tours                          | 22     |        |
| Abd. | 12 | Pastor Maldonado SREC   | Williams-Cosworth    | 73    | Accident                           | 8      |        |
| Abd. | 10 | Vitaly Petrov SREC      | Renault              | 67    | Collision                          | 10     |        |
| Abd. | 19 | Jaime Alguersuari SREC  | Toro Rosso-Ferrari   | 66    | Collision                          | 19     |        |
| Abd. | 6  | Felipe Massa SREC       | Ferrari              | 32    | Accident                           | 6      |        |
| Abd. | 7  | Michael Schumacher SREC | Mercedes             | 32    | Moteur                             | 5      |        |
| Abd. | 24 | Timo Glock              | Virgin-Cosworth      | 30    | Suspension                         | 20     |        |

### Pole position et record du tour
- Pole position :  Sebastian Vettel (Red Bull-Renault) en 1 min 13 s 556 (163,467 km/h)[68],[69].
- Meilleur tour en course :  Mark Webber (Red Bull-Renault) en 1 min 16 s 234 (157,725 km/h) au soixante-dix-huitième et dernier tour[70],[71].

### Tours en tête
Sebastian Vettel, parti de la pole position, conserve la tête de la course au départ et mène jusqu'à son premier arrêt au stand. Fernando Alonso prend alors le commandement de l'épreuve, pendant un tour, avant de rentrer au stand. Jenson Button prend alors la tête de l'épreuve avant de céder sa place à Vettel lorsqu'il doit changer de pneumatiques. Sebastian Vettel conserve la tête du trente-troisième au dernier tour de l'épreuve,.
- Sebastian Vettel : 61 tours (1-15 / 33-78)
- Fernando Alonso : 1 tour (16)
- Jenson Button : 16 tours (17-32)

## Après-course
La course a été marquée par l'accident, à huit tours de l'arrivée, de Vitaly Petrov, qui est resté coincé plusieurs minutes dans sa monoplace mais s'en sort finalement indemne. Après avoir reçu de nombreux messages de soutien des autres pilotes et de ses fans, il déclare : « Tout d'abord, je tiens à remercier tous mes supporters pour leurs messages, les équipes médicales du circuit, l'hôpital pour leur efficacité et leur assistance amicale, et l'équipe pour son implication. […] C'était un assez gros impact et je ne sentais pas très bien mes jambes après l'accident. J'ai pensé que c'était mieux que l'équipe médicale m'aide à sortir de la voiture parce que j'avais du mal à bouger. Je n'ai pas perdu conscience mais j'avais assez mal dans la voiture. […] J'ai été pris dans l'incident. C'est dommage, parce que nous aurions pu marquer quelques points ce week-end. Je pense déjà à Montréal. Nous devons résoudre nos problèmes en qualifications et nous obtiendrons de bons résultats, notre rythme de course est très bon en général. » Son équipier Nick Heidfeld est satisfait de sa huitième place, obtenue après des qualifications difficiles : « Tout d'abord, je suis ravi que Vitaly aille bien. Entendre qu'il n'a pas de fracture est une bonne nouvelle. Il était très bien placé et il a manqué de chance dans son accident. […] C'était un week-end difficile pour nous ici mais prendre quatre points est bon vu ma place sur la grille. »

### Écuries sur le podium

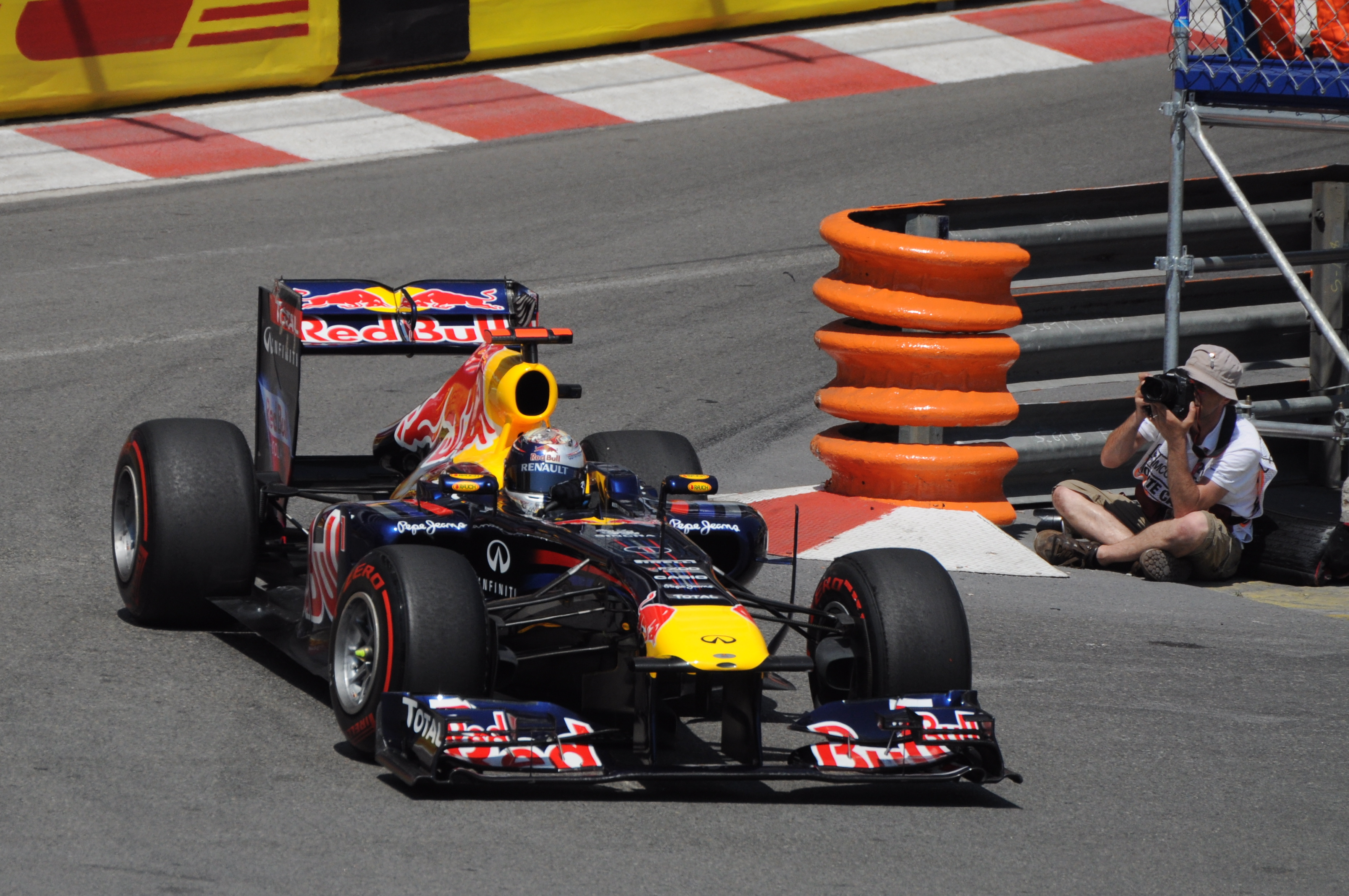
Sebastian Vettel gagne le Grand Prix de Monaco.

Sebastian Vettel a mené une bonne partie de la course et s'est finalement imposé. Il a néanmoins souffert pour contenir Fernando Alonso et Jenson Button dans les derniers tours et doit notamment sa victoire à une stratégie audacieuse avec un seul arrêt au stand : « J'ai été surpris que Jenson s'arrête et nous avons dû réagir, il s'est échappé en pneus tendres alors que j'avais les plus durs. Je me suis dit qu'il ne fallait pas lâcher et j'ai attaqué pour réduire l'écart. La voiture de sécurité nous a aidés mais ce n'était pas une balade de faire 60 tours avec le même train de pneus, notre estimation ne permettait pas ça ! » En fait, cette stratégie finalement gagnante était due à une erreur de Red Bull Racing dans les stands, comme l'explique le patron de l'écurie, Christian Horner : « Il y a eu un problème de communication radio. […] Le plan était d'arrêter les deux pilotes à ce tour, mais les mécaniciens n'ont pas reçu la consigne. Ils ne savaient pas quels pneus ils devaient mettre sur la voiture. […] C'était une stratégie risquée mais Sebastian l'a faite fonctionner. Il connaissait la situation et il a piloté de façon à économiser ses pneus. […] Pour moi, il a roulé comme un champion du monde aujourd'hui. ». Satisfait de sa course, le leader du championnat du monde déclare : « Je suis vraiment très content, c'est fantastique. C'est un grand honneur pour moi d'avoir mon nom sur la liste des vainqueurs de cette course. Cette journée a été parfaite. ». Son coéquipier Mark Webber, également victime d'une erreur de son équipe, termine la course en quatrième position : « Nous n'avons vraiment pas fait un premier relais long, ce qui est normal avec ces pneus, donc ça a compromis ma course. […] Quand je suis arrivé dans les stands, les pneus n'étaient pas prêts, je suis arrivé et je me suis arrêté, mais les mécaniciens continuaient à se préparer. C'était un problème de communication par radio au sein de l'équipe donc ils n'étaient pas prêts. »

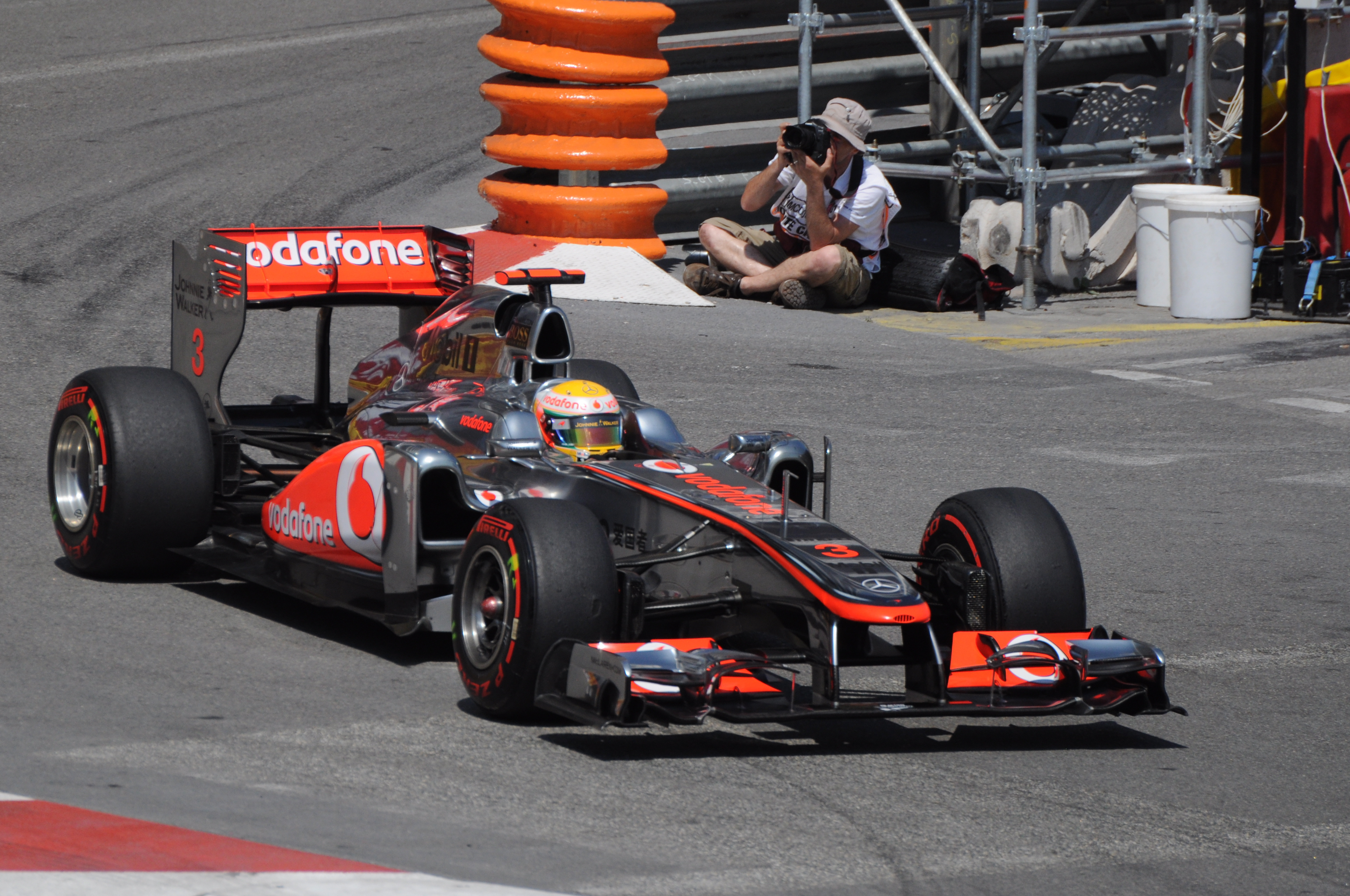
Lewis Hamilton est au centre des critiques après le Grand Prix.

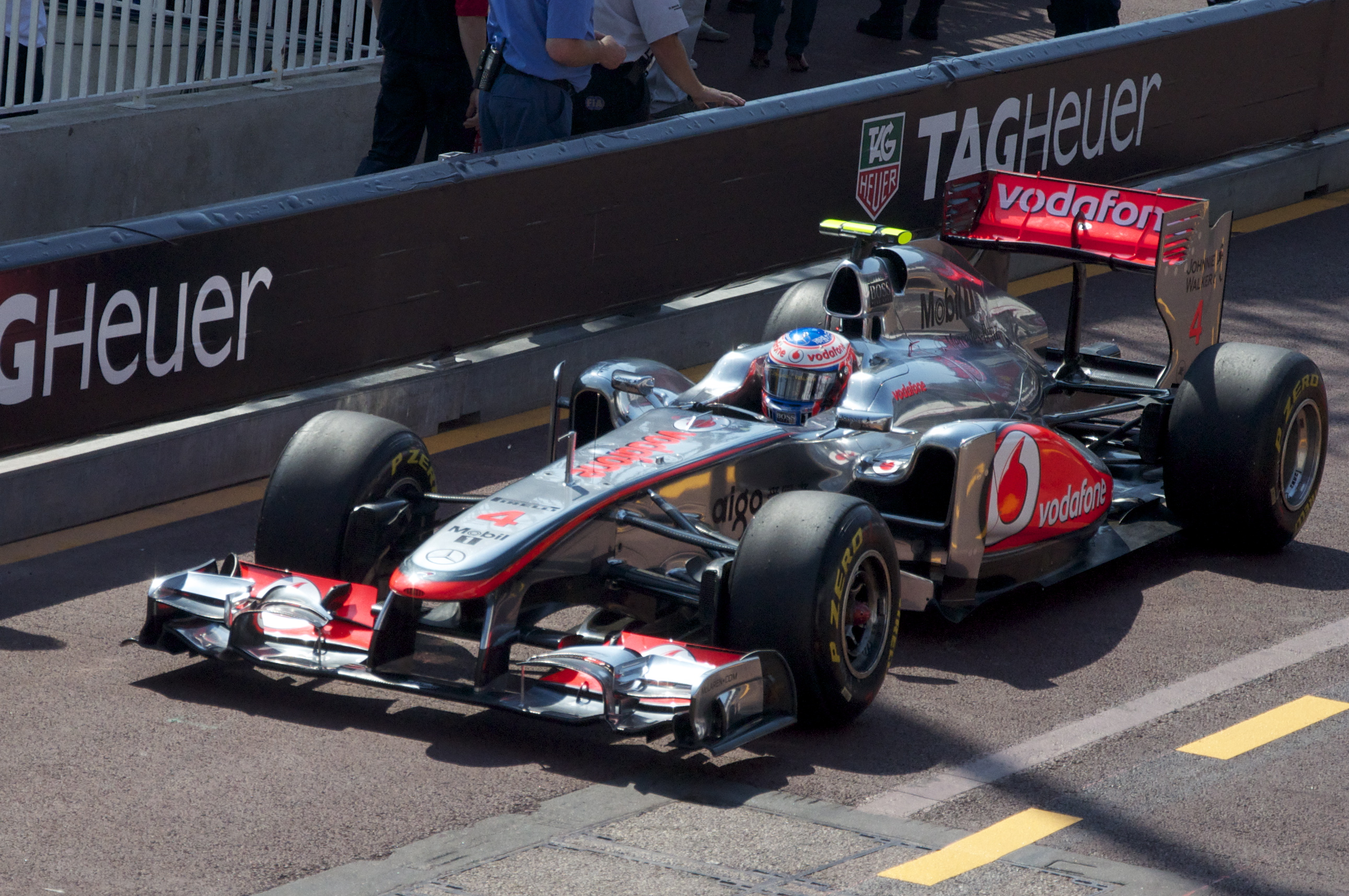
Jenson Button termine troisième du Grand Prix.

Jenson Button a opté pour une stratégie à trois arrêts qui l'obligeait à doubler Vettel en piste et qui ne s'est finalement pas avérée payante. Un peu déçu de sa performance, il déclare : « Concernant ma course, je n'ai pas fait une seule erreur, en creusant l'écart quand j'étais en tête. […] Je ne repars qu'avec 15 points, mais c'est Monaco. […] Nous avons doublé Sebastian au premier arrêt et après j'ai attaqué comme un fou, en touchant même le mur plusieurs fois. La voiture était bonne et j'ai creusé un gros écart, d'environ 15 secondes, donc ça se présentait bien. […] Puis nous avons fait un nouvel arrêt, juste avant l'arrivée de la voiture de sécurité. Mais à ce moment-là, nous n'avions pas utilisé les pneus durs, donc j'ai dû faire un dernier arrêt pour finir la course. […] À 10 tours de la fin, il semblait que moi, Sebastian ou Fernando pouvait gagner la course : les pneus de Sebastian était très usés et Fernando l'attaquait énormément. Je peux vous dire que Fernando se tenait prêt au premier virage, c'était fun à voir parce que soit ils se percutaient, soit c'était une opportunité de doubler pour moi en profitant de leur bagarre. Nous aurions tous les trois pu gagner. […] L'équipe a fait du bon boulot ce week-end et je suis vraiment satisfait. Nous avons tenté quelque chose de différent pour battre Sebastian ici. Ça se présentait bien, mais ça n'a pas marché à la fin… ». Lewis Hamilton, après sa pénalité en qualifications, a écopé d'un drive-through pour un accrochage avec Felipe Massa, puis a été pénalisé de vingt secondes (sans conséquence pour sa position finale) à la suite d'une collision avec Pastor Maldonado. Frustré après son week-end, il déclare : « Ça a été un week-end décevant, vraiment. Cet après-midi, en course, j'ai fait de gros dépassements sur trois pilotes, Michael, Felipe et Pastor, et j'ai été pénalisé pour deux d'entre eux. […] Avec Felipe, je suis passé à l'intérieur de l'épingle, il a tourné tôt et nous nous sommes touchés. Avec Pastor, à nouveau, il a tourné et j'ai été poussé au-dessus du vibreur. […] Les pénalités ont été frustrantes : c'est vraiment dur de doubler ici et on a peu d'opportunités pour le faire. J'ai couru avec mon cœur et je voulais offrir un bon spectacle à tout le monde. », Il s'en prend ensuite vertement aux commissaires de course : « En six courses, j'ai été convoqué par les commissaires cinq fois. C'est une plaisanterie. Une énorme plaisanterie. », ainsi qu'à ses adversaires : « C'est ridicule. Ces pilotes sont vraiment ridicules. C'est tout simplement stupide. ». Il présente finalement ses excuses sur Twitter : « Je tiens à présenter mes excuses pour la performance du week-end dernier et également pour mes commentaires après, je n'ai jamais voulu blesser quelqu'un. […] À Massa et Maldonado, je présente des excuses avec le plus grand respect si je vous ai blessés. Vous êtes deux pilotes fantastiques que je respecte beaucoup. », mais affirme qu'il ne changera pas sa manière de piloter : « En toute honnêteté, je n'arrêterai pas de rouler de la façon dont je le fais. […] C'est pour ça que je suis là, c'est ce que je suis. […] Je fais ça parce que j'aime la course. »,.
Felipe Massa, déçu de son week-end, déclare : « Les trois courses que nous avons disputées au mois de mai ne sont pas bien passées pour moi. […] Je n'ai marqué aucun point et mes plus grands regrets sont pour la dernière de ces trois courses, à Monaco. […] C'est vraiment dommage. ». Dépité après son abandon, il réclame des sanctions plus sévères contre Hamilton : « Je pense qu'il a été trop agressif. […] Ce qu'il a fait est incroyable. Pas seulement avec moi, mais avec d'autres pilotes aussi. […] Je pense qu'il faut le pénaliser encore, et de la bonne façon, sinon il n'apprend pas. Ils doivent penser à quelque chose pour lui, sinon il n'apprendra pas. ». Fernando Alonso, l'autre pilote Ferrari, se satisfait d'une course conclue à la deuxième place : « C'est mon meilleur résultat de l'année et je pense que c'est très important, surtout pour l'équipe. […] Il nous fallait un podium, il nous fallait nous battre jusqu'à la fin pour la victoire. […] J'ai pris un bon départ : s'il y avait eu un peu plus de place, j'aurais peut-être pu faire le même qu'en Espagne. Ensuite, j'ai tenté de préserver les pneus, avant d'attaquer Vettel à la toute fin, mais après il y a eu le drapeau rouge et c'était fini, parce qu'en pneus neufs, il était imbattable. […] L'écart est très gros au championnat, mais le chemin est encore long. »

### Écuries dans les points
Pastor Maldonado, victime d'un accrochage avec Hamilton alors qu'il allait marquer ses dix premiers points en Formule 1, est évidemment très déçu : « Je pense qu'il a tenté la même manœuvre sur moi que sur Felipe. Il a été trop optimiste. […] La piste est très étroite et il faut être très prudent dans vos dépassements. J'en ai fait plusieurs durant cette course et je n'ai pas eu de problèmes. Bien sûr il avait la pression de sa position car il se bat pour le titre mais je pense que nous avons fait un super boulot avant l'accident. […] Bien sûr ce sont dix points qui s'envolent, ils auraient été importants pour moi et pour l'équipe, qui a été excellente ce week-end. Au moins j'ai prouvé que je pouvais faire le job. Je suis un débutant mais je ne me sens plus comme un débutant. ». Son coéquipier Rubens Barrichello a toutefois marqué les premiers points de Williams en 2011 : « Alors qu'il restait six tours à faire, je pensais que la dixième place était ce que nous pouvions espérer de mieux et j'ai finalement terminé neuvième, mais pas de la façon que je voulais, car c'est au détriment de mon équipier. […] L'équipe a perdu quelques bons points et c'est donc décevant. Toutefois, je suis content d'avoir mis un terme à une grande période de malchance. »
Chez Sauber, au lendemain de l'accident de Sergio Pérez, Kamui Kobayashi conclut la course à la cinquième place, satisfait de son meilleur résultat en Formule 1 : « Je suis très content. […] J'ai vraiment souffert en qualifications mais l'équipe a fait du bon boulot sur la stratégie aujourd'hui. […] Après mon premier et unique arrêt, j'étais coincé derrière Adrian Sutil et je devais me défendre face à Mark Webber. Dans cette situation, c'était dur de gérer les pneus. […] Sans le restart, j'aurais évidemment pu finir quatrième. Mais Mark était si proche dans les derniers tours que je ne pouvais rien faire pour défendre cette place. Cependant, je pense que la cinquième place est un bon résultat après un week-end difficile. »
Même son de cloche chez Force India après la septième place d'Adrian Sutil : « J'ai entamé la course en pneus durs et le but était d'adopter une stratégie à un arrêt. […] Quand la voiture de sécurité est intervenue pour la première fois, j'ai pris les pneus les plus tendres et je savais que je serais avec eux pendant très longtemps. […] Mais la voiture de sécurité est revenue et j'ai changé de pneus donc je n'ai pas perdu trop de temps. Donc j'étais huitième quand la course a repris et j'ai fini la course à la septième place. […] C'est un superbe résultat pour l'équipe et nous sommes tous satisfaits parce que nous attendions ça depuis un moment. J'ai beaucoup de bons souvenirs ici à Monaco et c'est encore un bon moment à savourer. » Son coéquipier Paul di Resta, douzième, ne peut pas en dire autant : « Je pense que tout se passait bien au début et notre stratégie semblait efficace. […] Après mon premier arrêt, l'équipe m'a dit que pour faire marcher la stratégie, je devais doubler Alguersuari donc j'ai tenté de le faire à l'épingle. […] C'est là que nous nous sommes touchés et que j'ai endommagé mon aileron avant, ce qui a entraîné un deuxième arrêt. Je reconnais ma faute pour cet accident, j'ai probablement été trop ambitieux. C'est dommage parce que la voiture marchait bien et sans cet accident j'aurais pu marquer quelques points. »,.
Sébastien Buemi a bénéficié de l'abandon de Maldonado pour marquer un point inespéré. Tout à son étonnement, il déclare : « Je suis parti seizième et j'ai fini dixième dans un Grand Prix très difficile, parce qu'à la fin, je dois dire que je ne savais pas où nous étions au niveau de la stratégie et des pneus. […] Finir la course la plus difficile de l'année avec un point est satisfaisant. » Son équipier Jaime Alguersuari, pris dans l'accrochage avec Petrov, a abandonné : « J'ai eu l'impression d'être dans le trafic en permanence, ce qui est normal ici, donc je n'ai pas pu exploiter le plein potentiel des pneus. […] C'était très difficile de dépasser donc je ne pouvais pas faire grand-chose en étant parti si loin. […] Concernant l'accident à la fin, je doublais Heidfeld à ce moment-là. Je pense que Sutil a eu un problème avec ses pneus à l'arrière, donc Hamilton a freiné très fort devant moi et même si j'ai freiné aussi fort que possible, c'était trop tard je ne pouvais pas m'arrêter et je l'ai percuté. Évidemment, c'est décevant mais notre rythme de course est encourageant donc j'espère que nous en profiterons à Montréal dans deux semaines. »

### Écuries hors des points
Chez Mercedes Grand Prix, la déception est de mise puisque l'écurie n'a inscrit aucun point. Nico Rosberg, onzième, déclare : « J'étais convaincu que je serais sur le podium mais ça ne s'est pas passé comme ça. […] J'ai pris un départ fantastique en remontant à la cinquième place. Webber était devant moi et je me disais « Webber, pousse-toi, j'arrive… ». J'étais plutôt positif à ce moment-là. […] Et j'ai juste détruit les pneus. Ils étaient morts. J'étais tellement lent. […] Ajoutez à ça que j'ai mal piloté en milieu de course. […] Tout mis bout à bout, c'est un week-end à oublier. […] Je suis sûr que nous aurons de meilleurs jours. À Montréal, nous serons à nouveau dans le coup, j'en suis convaincu. » Son coéquipier Michael Schumacher, qui a abandonné, se lamente : « Malheureusement, il n'y a pas beaucoup de points positifs à retenir de cette course. […] Il y a eu un incendie dans la boîte à air et la voiture s'est arrêtée mais le début de la course n'était pas satisfaisant non plus. […] La course était quand même intéressante, et je suis content que Vitaly Petrov ait l'air d'aller bien. »

## Classements généraux à l'issue de la course
| Pos. | Pilote             | Écurie               | Points |
| ---- | ------------------ | -------------------- | ------ |
| 1    | Sebastian Vettel   | Red Bull-Renault     | 143    |
| 2    | Lewis Hamilton     | McLaren-Mercedes     | 85     |
| 3    | Mark Webber        | Red Bull-Renault     | 79     |
| 4    | Jenson Button      | McLaren-Mercedes     | 76     |
| 5    | Fernando Alonso    | Ferrari              | 69     |
| 6    | Nick Heidfeld      | Renault              | 29     |
| 7    | Nico Rosberg       | Mercedes             | 26     |
| 8    | Felipe Massa       | Ferrari              | 24     |
| 9    | Vitaly Petrov      | Renault              | 21     |
| 10   | Kamui Kobayashi    | Sauber-Ferrari       | 19     |
| 11   | Michael Schumacher | Mercedes             | 14     |
| 12   | Adrian Sutil       | Force India-Mercedes | 8      |
| 13   | Sébastien Buemi    | Toro Rosso-Ferrari   | 7      |
| 14   | Sergio Pérez       | Sauber-Ferrari       | 2      |
| 15   | Paul di Resta      | Force India-Mercedes | 2      |
| 16   | Rubens Barrichello | Williams-Cosworth    | 2      |

| Pos. | Écurie               | Points |
| ---- | -------------------- | ------ |
| 1    | Red Bull-Renault     | 222    |
| 2    | McLaren-Mercedes     | 161    |
| 3    | Ferrari              | 93     |
| 4    | Renault F1 Team      | 50     |
| 5    | Mercedes Grand Prix  | 40     |
| 6    | Sauber-Ferrari       | 21     |
| 7    | Force India-Mercedes | 10     |
| 8    | Toro Rosso-Ferrari   | 7      |
| 9    | Williams-Cosworth    | 2      |

## Statistiques
Les organisateurs du Grand Prix ont décidé de se servir du drapeau à damier afin de récolter des fonds pour l'organisation caritative Peace and Sport. Tous les pilotes de Formule 1 signent le drapeau jeudi, lors de la première journée d'essais libres. Il est ensuite envoyé par 60 mètres de fond dans les eaux bordant la Principauté puis, le jour de la course, remonté par le plongeur apnéiste monégasque Pierre Frolla pour signaler la fin du Grand Prix. Le drapeau est ensuite vendu aux enchères en présence du prince Albert II de Monaco.
Le Grand Prix de Monaco 2011 représente :
- la 20e pole position de sa carrière pour Sebastian Vettel[97] ;
- la 15e victoire de sa carrière pour Sebastian Vettel[98] ;
- la 20e victoire pour Red Bull Racing en tant que constructeur[99] ;
- la 135e victoire pour Renault en tant que motoriste[100] ;
- le 10e meilleur tour en course de sa carrière pour Mark Webber[101].

Au cours de ce Grand Prix :
- Sebastian Vettel passe la barre des 500 points inscrits en championnat du monde (524 points)[102].